# Piet Hardeman
Piet Hardeman (Westouter, 29 augustus 1943 - 30 mei 2023) was medestichter van Grote Routepaden in Vlaanderen en regiocoördinator voor West-Vlaanderen. Hij ontwierp de Tweebergenwandelroute en het Stiltepad in Heuvelland.

## Leven en werk
Piet Hardeman was de zoon van oud-burgemeester Emiel Hardeman van Westouter. Na drie jaar les gegeven te hebben in Congo, ging hij als leraar Frans aan de slag in het Sint-Pauluscollege in Wevelgem. Hardeman stond als vrijwilliger in 1977 mee aan de wieg van de Grote Routepaden organisatie. Hij was er van bij de opstart tot 2020 provinciaal coördinator voor West-Vlaanderen. Hij ontwierp de Tweebergenwandelroute en het Stiltepad in Heuvelland en hielp bij de oprichting van vzw Trage Wegen. Vanaf 1990 was hij conservator van de Heuvellandse Natuurpuntgebieden. Hardeman was ook politiek actief voor de partij Groen.
Kort na zijn overlijden keurde de gemeenteraad de aanvraag goed om Hardeman tot ereburger van de gemeente Heuvelland te benoemen.